# カミハテ商店
『カミハテ商店』は、京都芸術大学（当時：京都造形芸術大学）映画学科の映画製作プロジェクト「北白川派」により製作された、2012年11月10日公開の日本映画。監督は山本起也、主演は23年ぶりの映画主演となる高橋惠子。
山陰の小さな港町である上終（かみはて）を舞台に、自殺の名所となった崖の近くで商店を営む森田千代の目を通して、現代の死生観を問いかける人間ドラマ。

## キャスト
出典
- 森田千代：高橋惠子
- 運転手：あがた森魚
- 須藤昌幸：水上竜士
- 酔客：松尾貴史
- 奥田智：深谷健人
- さわ：平岡美保
- 松本明日香：土村芳
- 水原えり：ぎぃ子
- 鎌田：大西礼芳
- 森田良雄：寺島進

## スタッフ
- 監督：山本起也
- 脚本：水上竜士、山本起也
- プロデューサー：高橋伴明、林海象、有吉司、古賀俊輔、福岡芳穂
- 企画・原案：日當透、山口奈都美
- 撮影：小川真司（J.S.C.）
- 照明：倉田修二（J.S.C.）
- 録音：浦田和治
- 美術：丸山裕司
- 装飾：嵩村裕司
- 衣裳・メイク：おかもと技粧
- 編集：鈴木歓
- 音楽：谷川賢作
- 助成：文化庁
- 制作協力：京都造形芸術大学、京都造形芸術大学映画学科
- 配給・宣伝：マジックアワー、北白川派
- 製作：マジックアワー、豆プロダクション、齋藤浩司、海士町（隠岐國）、北白川派